# ریچارد لنسکی
ریچارد لنسکی (انگلیسی: Richard Lenski؛ زادهٔ ۱۳ اوت ۱۹۵۶) دانشمند در زمینه زیست‌شناسی فرگشتی اهل ایالات متحده آمریکا است.
وی همچنین برندهٔ جوایزی همچون بورسیه مک‌آرتور و کمک‌هزینه گوگنهایم شده است.